# 海老原有希
海老原 有希（えびはら ゆき、1985年10月28日 - ）は、日本の陸上競技選手。専門種目はやり投。広州アジア大会金メダリスト。やり投の元女子日本記録保持者である。栃木県河内郡上三川町出身、栃木県立真岡女子高等学校・国士舘大学卒業。国士舘大学大学院スポーツ・システム研究科スポーツ・システム専攻修了。

## 来歴
2002年（高校二年生時）に茨城インターハイやり投で準優勝、2003年（高校三年生時）に長崎インターハイ七種競技で優勝。高校での自己ベストはやり投が50m98、七種競技が5125点であった。
2004年に国士舘大学体育学部に入学。同年に行われたアジアジュニア大会では52m07を記録して銅メダル獲得、世界ジュニア大会では54m44を記録して5位入賞を果たしている。

2006年、日本選手権で55m07を記録して優勝。ドーハアジア大会では57ｍ47の日本学生新記録で銅メダルを獲得した。

2007年は右膝の怪我に悩まされており、日本選手権では吉田恵美可に敗れ大阪世界選手権代表を逃した。しかしバンコクユニバーシアード代表に選出され8位入賞を果たした。
2010年、広州アジア大会で3投目に59m39の投擲を見せて、自身の6投目を待たずに他の選手を抑えて優勝を決めた。その6投目では61m56の投擲を見せて、2001年5月に三宅貴子が記録した61m15の日本記録を更新した。
2011年、日本選手権で最終6投目に自己ベストを大幅に更新する1投を決めた宮下梨沙に逆転されて2位となるも、テグ世界選手権代表に宮下と共に選出される。世界選手権予選では59m88で全体の10位となり、日本女子の投てき種目で初の決勝進出を果たす。決勝でも1投目に59m08を投げてベスト8圏内につけるも、3投目にＭ・ラテ(スロベニア)が60m58を投げてその時点で8位の海老原を上回り、入賞を逃した。
2012年、第96回日本選手権で3投目に自己ベストを更新する62m36の日本新記録をマーク、優勝すると同時にロンドンオリンピック代表に内定した。8月7日に行われたロンドンオリンピック女子やり投予選は59m25の記録でB組8位となり決勝進出はならなかった。
2013年、4月の織田記念で日本記録を62m83に更新、第14回世界選手権の参加標準記録Aを突破した。6月の第97回日本選手権は60m41の記録で優勝し、第14回世界選手権日本代表に選出された。世界選手権では、予選突破が期待されたが、持てる実力を十分に発揮できず、59m80で16位で予選敗退となった。
2015年、5月10日に行われたセイコー・ゴールデングランプリ川崎では63m80の日本新記録で4位。世界選手権北京大会の派遣設定記録を突破した。6月26日の第99回日本選手権では59m11で優勝、大会4連覇を達成。8月28日の世界選手権北京大会では60m30を投げて予選19位。

## 人物・エピソード
2013年7月11日に行われたプロ野球DeNA-広島戦で始球式を行い、球速103km/hのストライクをマークしている。
憧れの陸上選手として女子やり投の元日本記録保持者である三宅貴子を挙げており、「ニュースで三宅さんの日本記録を出した映像を見たのですが、勢いもスピードも凄くて同じ競技とは思えないくらい衝撃的でした。」と語っている。七種競技の経験を生かした「助走のスピード」を持ち味にしており、やりにスピードをうまく伝えられるようになると記録を飛躍的に伸ばしていったという。

## 主な受賞歴
- 栃木県体育協会スポーツ顕彰スポーツ優秀選手賞（2006年）

## 関連DVD
- 『実戦で活きる！やり投げのすべて　より遠くに投げるための技術＆トレーニング』（指導・解説：渡辺方夫（栃木県立真岡女子高等学校陸上競技部監督）、実技協力：海老原有希（真岡女子高→国士舘大学→スズキ陸上競技部）、小田恵里花（真岡女子高→日本体育大学）、杉山香織（宇都宮大学）、真岡女子高等学校陸上競技部、ジャパンライム、2009/4、DVD）